# Ablautus
Ablautus är ett släkte av tvåvingar. Ablautus ingår i familjen rovflugor.

## Arter inomAblautus[1]
- Ablautus arnaudi
- Ablautus basini
- Ablautus californicus
- Ablautus coachellus
- Ablautus colei
- Ablautus coquilletti
- Ablautus flavipes
- Ablautus linsleyi
- Ablautus mimus
- Ablautus rufotibialis
- Ablautus schlingeri
- Ablautus squamipes
- Ablautus trifarius
- Ablautus vanduzeei